# Codiaeum bractiferum
Codiaeum bractiferum là một loài thực vật có hoa trong họ Đại kích. Loài này được (Roxb.) Merr. mô tả khoa học đầu tiên năm 1917.